# ثامر المشيقح
ثامر إبراهيم المشيقح مواليد 22 أبريل 1991 في السعودية، هو لاعب كرة قدم سعودي.
لعب سابقاً في نادي التعاون ونادي الأسياح ونادي البكيرية .